# Sadlinki (gmina)
La gmina de Sadlinki est une commune rurale de la voïvodie de Poméranie et du powiat de Kwidzyn. Elle s'étend sur 112,19 km² et comptait 5 562 habitants en 2006. Son siège est le village de Sadlinki.

## Siège

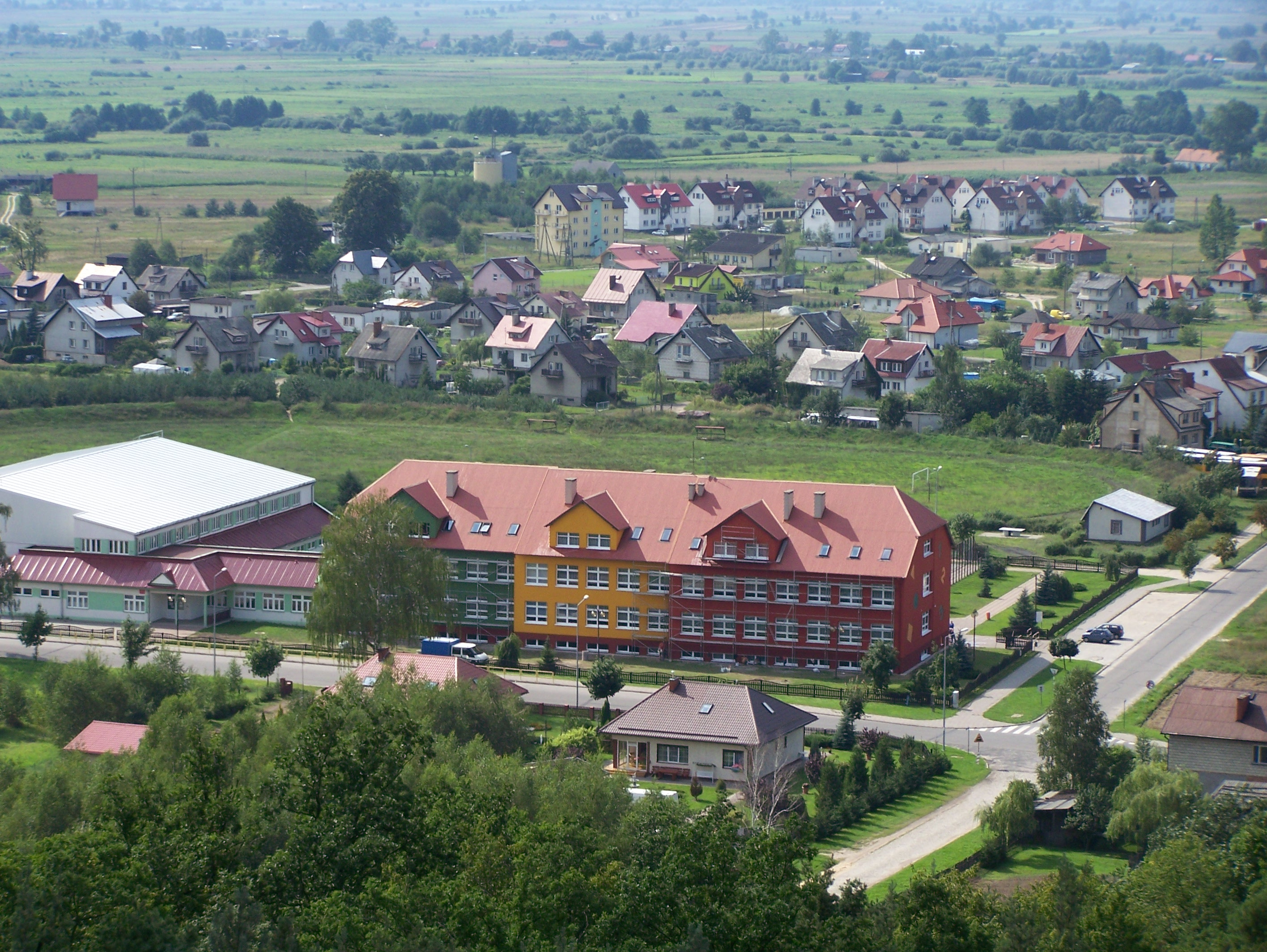
Vue de Sadlinki.

Sadlinki se situe environ 9 kilomètres au sud-ouest de Kwidzyn et 80 kilomètres au sud de Gdańsk, la capitale régionale.
Sadlinki comptait 1 987 habitants en 2009.

## Villages
La gmina de Sadlinki comprend les villages et localités de Białki, Bronisławowo, Glina, Grabowo, Kaniczki, Karpiny, Kółeczko, Krążkowo, Nebrowo Małe, Nebrowo Wielkie, Okrągła Łąka, Olszanica, Rusinowo, Sadlinki et Wiśliny.

## Gminy voisines
La gmina de Sadlinki est voisine de la ville de Kwidzyn et des gminy de Gardeja, Gniew, Grudziądz, Kwidzyn, Nowe et Rogóźno.